# David Seymour
David Robert Szymin, més conegut com a David Seymour o pel pseudònim Chim (Varsòvia, 20 de novembre de 1911 - Al-Qantarah al-Sharqiyya, Egipte, 10 de novembre de 1956) va ser un fotògraf i fotoperiodista polonès, membre fundador de l'Agència Magnum de Fotografia.

## Biografia
Creix a Polònia i Rússia, i comença el 1929 els seus estudis en art i fotografia a l'Acadèmia d'Arts Gràfiques de Leipzig. El 1931 viatja a París, on acaba els seus estudis a La Sorbona el 1933. A l'any següent, un amic de la família, propietari de l'agència fotogràfica RAP, li deixa una càmera fotogràfica i comença a treballar de fotògraf, publicant a revistes com Paris Soir i Regards. Aquell mateix any, gràcies a Maria Eisner, coneix a Robert Capa i Henri Cartier-Bresson.
Com a profundament antifeixista i demòcrata, viatja el 1936 a Espanya i fotografia l'horror de la guerra civil. El seu reportatge Barcelone durant la guerre, és un dels testimonis més vibrants d'aquest període. El 1939, després de la derrota del Govern republicà segueix, per a Paris Match, a un grup d'emigrants espanyols fins a Mèxic.
Al començar la Segona Guerra Mundial s'estableix a Nova York i pren el nom de David Seymour. Els seus pares són deportats al gueto d'Otwock on moriran durant la guerra a mans dels Nazis. Entre 1942 i 1945 es presenta com a voluntari als serveis d'informació de l'exèrcit dels Estats Units com a fotògraf i intèrpret, on és condecoratpels serveis prestats i li és concedida la nacionalitat estatunidenca. Acabada la guerra viatja per a UNICEF a Txecoslovàquia, a Polònia, Alemanya, Grècia i Itàlia per a documentar els efectes de la guerra en els nens.
El 1947, juntament amb Capa, Cartier-Bresson, George Rodger i William Vandivert, funda l'agència de fotografia Magnum. Després de la mort de Robert Capa el 1954 pren la presidència de Magnum.
El 1949 publica el llibre Children of Europe.
El 10 de novembre de 1956, durant la crisi de Suez, mentre conduïa, va ser afusellat amb metralladora al costat del fotògraf francès Jean Roy per soldats egipcis en l'encreuament fronterer, on va voler fer un reportatge sobre un intercanvi de presos al Canal de Suez.